# Gießener Bergwerkswald
Gießener Bergwerkswald este o arie protejată (arie specială de conservare — SAC, sit de importanță comunitară — SCI) din Germania întinsă pe o suprafață de 85,85 ha, integral pe uscat.

## Localizare
Centrul sitului Gießener Bergwerkswald este situat la coordonatele 50°33′43″N 8°40′16″E / 50.5619°N 8.6711°E.

## Înființare
Situl Gießener Bergwerkswald a fost declarat sit de importanță comunitară în aprilie 1999 pentru a proteja 2 specii de animale. Situl a fost protejat și ca arie specială de conservare în martie 2008.

## Biodiversitate
Situată în ecoregiunea continentală, aria protejată conține 4 habitate naturale: Lacuri eutrofice naturale cu vegetație de tip Magnopotamion sau Hydrocharition, Pante stâncoase calcaroase cu vegetație casmofită, Păduri de fag Asperulo-Fagetum, Păduri de stejar și carpen Galio-Carpinetum.
La baza desemnării sitului se află mai multe specii protejate:
- păsări (1): șoimul rândunelelor (Falco subbuteo)
- amfibieni (1): triton cu creastă (Triturus cristatus)

Pe lângă speciile protejate, pe teritoriul sitului au mai fost identificate 6 specii de plante, 2 specii de amfibieni, 2 specii de nevertebrate.